# Amechana javanica
Amechana javanica är en skalbaggsart som beskrevs av Stefan von Breuning 1943. Amechana javanica ingår i släktet Amechana och familjen långhorningar. Inga underarter finns listade i Catalogue of Life.